# ميني بروس برات
ميني بروس برات (بالإنجليزية: Minnie Bruce Pratt)‏ هي مقالاتية وكاتِبة وشاعرة أمريكية، ولدت في 12 سبتمبر 1946 في سلما في الولايات المتحدة.

## وصلات خارجية
- ميني بروس برات على موقع IMDb (الإنجليزية)